# غريغ والاس
غريغ والاس (بالإنجليزية: Gregg Wallace)‏ هو مقدم تلفزيوني بريطاني، ولد في 17 أكتوبر 1964 في Elephant and Castle ‏ في المملكة المتحدة.

## وصلات خارجية
- الموقع الرسمي
- غريغ والاس على موقع IMDb (الإنجليزية)
- غريغ والاس على موقع قاعدة بيانات الفيلم (الإنجليزية)